# Église paroissiale Saint-Julien de Sennecey-le-Grand
Pour les articles homonymes, voir Église romane Saint-Julien de Sennecey-le-Grand et Église Saint-Julien.
L'église paroissiale Saint-Julien de Sennecey-le-Grand est une église située sur le territoire de la commune de Sennecey-le-Grand dans le département français de Saône-et-Loire et la région Bourgogne-Franche-Comté.

## Historique
Elle fait l'objet d'une inscription au titre des monuments historiques depuis le 12 septembre 1991.
L’adjudication des travaux de construction de la nouvelle église de Sennecey-le-Grand, édifiée pour remplacer l'église romane Saint-Julien, fut signée le 21 juillet 1826 en préfecture de Mâcon. Cette construction se fit à l'emplacement du château, qui fut acheté par la commune de Sennecey le 29 août 1824 ; l'année suivante, on procéda à la démolition du bâtiment central ainsi que de la chapelle.
L’église fut consacrée le 24 août 1831 par monseigneur Bénigne-Urbain-Jean-Marie du Trousset d'Héricourt, évêque d'Autun.

## Ouverture
Cette église participe depuis plusieurs années au projet Églises ouvertes porté par la Fondation Églises ouvertes et est l'une des trois à appartenir à ce réseau au sein du diocèse d'Autun (2022).